# تئودور لشه‌تیتسکی
تئودور لشه‌تیتسکی (لهستانی: Teodor Leszetycki؛ ‏ ۲۲ ژوئن ۱۸۳۰ – ۱۴ نوامبر ۱۹۱۵) مدرس و نوازنده پیانو، آهنگساز و موسیقی‌دان اهل لهستان بود.
او از شاگردان کارل چرنی بود و در سن ۱۱ سالگی یکی از ساخته‌های او را در شهر واینتسوت و با همراهی «فرانتس سافر ولفگانگ موتسارت» (فرزند ولفگانگ آمادئوس موتسارت) اجرا کرد.
لشه‌تیتسکی یکی از بنیان‌گذاران و مدیران کنسرواتوار سن پترزبورگ بود.
از شاگردان او می‌توان به ایگناتسی یان پادرفسکی، آرتور اشنابل و میه‌چیسواف هورشوفسکی اشاره نمود